# 新萊昂州
新雷昂州（西班牙語：Estado Libre y Soberano de Nuevo León）是墨西哥的一個州，位於該國的東北部，北面有一段長15公里、與美國德克薩斯州共享的邊界 （為格蘭德河河面）。2005年估計人口為 3,506,821人。首府蒙特雷是該國第三大城市。